# Байкал (транспортное судно)
«Байкал» (рус. дореф. «Байкалъ») — парусное двухмачтовое транспортное судно Сибирской военной флотилии, участвовавшее в исследовании Дальнего Востока. Пройдя на нём из Охотского моря на юг, Г. И. Невельской доказал, что Сахалин это остров.

## Строительство
Капитан-лейтенант Г. И. Невельской, назначенный командиром строящегося «Байкала» ещё в декабре 1847 года, добился аудиенции у начальника Главного морского штаба князя А. С. Меньшикова. Он смог убедить его изменить свой план похода, в обход царской резолюции «Вопрос об Амуре, как о реке бесполезной, отставить!», и подписать бумагу, в которой предписывалось ускорить строительство и оснащение судна. Но дозволение на исследовательские и научные поиски Геннадий Иванович получил в счёт времени, которое могло быть сэкономлено при строительстве и переходе судна из Кронштадта в Петропавловский порт.
По заказу Морского ведомства транспорт заложили в сентябре 1847 года на верфи «Боргетрем и К°» в Гельсингфорсе (ныне Хельсинки). За основу был взят чертёж построенного в Севастополе в 1840—1842 годах военного транспорта «Сухум-Кале». При строительстве корпуса использовалась сосна, крепления были сделаны из металла, а обшивка днища ниже ватерлинии — из меди. По указанию Г. И. Невельского увеличена остойчивость, улучшена управляемость, усилена наружная обшивка и внесены изменения в планировку внутренних помещений транспорта. Также Г. И. Невельской лично контролировал набор экипажа. Несмотря на то, что по контракту окончание строительства было запланировано на сентябрь 1848 года, уже 10 (по другим данным — 5) июля 1848 года судно спустили на воду. Окончательное оснащение проходило в Кронштадте.

## Конструкция
«Байкал» являлся небольшим двухпалубным судном с парусным вооружением бригантины с полными обводами корпуса и почти плоским днищем. На верхней палубе были расположены световые и сходные люки, брашпиль, лебёдка, грузовой люк, штурвал и рубка. На нижней (жилой) палубе были расположены форлюк, сходные люки, помпы, рундуки, камбуз, кают-компания, кубрик для матросов, каюты капитана и офицеров. Ниже жилой палубы находились грузовой трюм с цистернами пресной воды, крюйт-камера, кладовые для провизии, шкиперская кладовая и цепной ящик. На борту имелись один 6-вёсельный баркас, 4-вёсельный баркас, вельбот и байдарка.
- Длина по верхней палубе — 28,65 метра (94 фута)
- Длина между перпендикулярами — 28,5 метра
- Ширина — 7,38 метра
- Наибольшая ширина с обшивкой — 7,5 метра (24 фута 6 дюймов)
- Высота борта — 5,1 метра
- Водоизмещение — 477 тонн
- Грузоподъемность — 250 тонн (расчётная)
- Осадка при полной загрузке — 3,87 метра (12 футов 9 дюймов)
- Скорость — до 8,5 узлов
- Вооружение — 6 × трёхфунтовые пушки (76-мм)
- Экипаж — 9 офицеров, 4 унтер-офицера и 34 матроса, всего 47 человек" (в дальнейшем его численность постоянно менялась)

## Служба

### Переход на Дальний Восток
21 августа (2 сентября) 1848 года «Байкал» под командованием капитан-лейтенанта 10-го флотского экипажа Балтийского флота Г. И. Невельского с грузом и 14-ю мастеровыми для Петропавловской гавани (ныне Петропавловск-Камчатский) был выведен пароходом «Ижора» с Малого Кронштадтского рейда за Толбухин маяк, после чего взял курс на Копенгаген (8 сентября), а оттуда на Портсмут (16 сентября). Затем, пройдя по Атлантике, «Байкал» пересёк экватор 30 октября, и бросил якорь на рейде Рио-де-Жанейро (15 ноября). Тут транспорт был поставлен в док для осмотра корпуса. 1 декабря «Байкал» продолжил свой путь, сопровождавшийся сильным штормом, через мыс Горн, который обогнул 10 (22) января 1849 года. Войдя в Тихий океан, шторм утих, а транспорт взял курс на Вальпараисо (2 февраля). 31 марта (2 апреля) «Байкал» прибыл в Гонолулу, где встретил русское судно «Иртыш». После небольшого ремонта и пополнения запасов транспорт покинул рейд 10 апреля, и 12 мая прибыл к месту назначения. Переход занял 8 месяцев и 23 дня.

### Экспедиция 1849 года

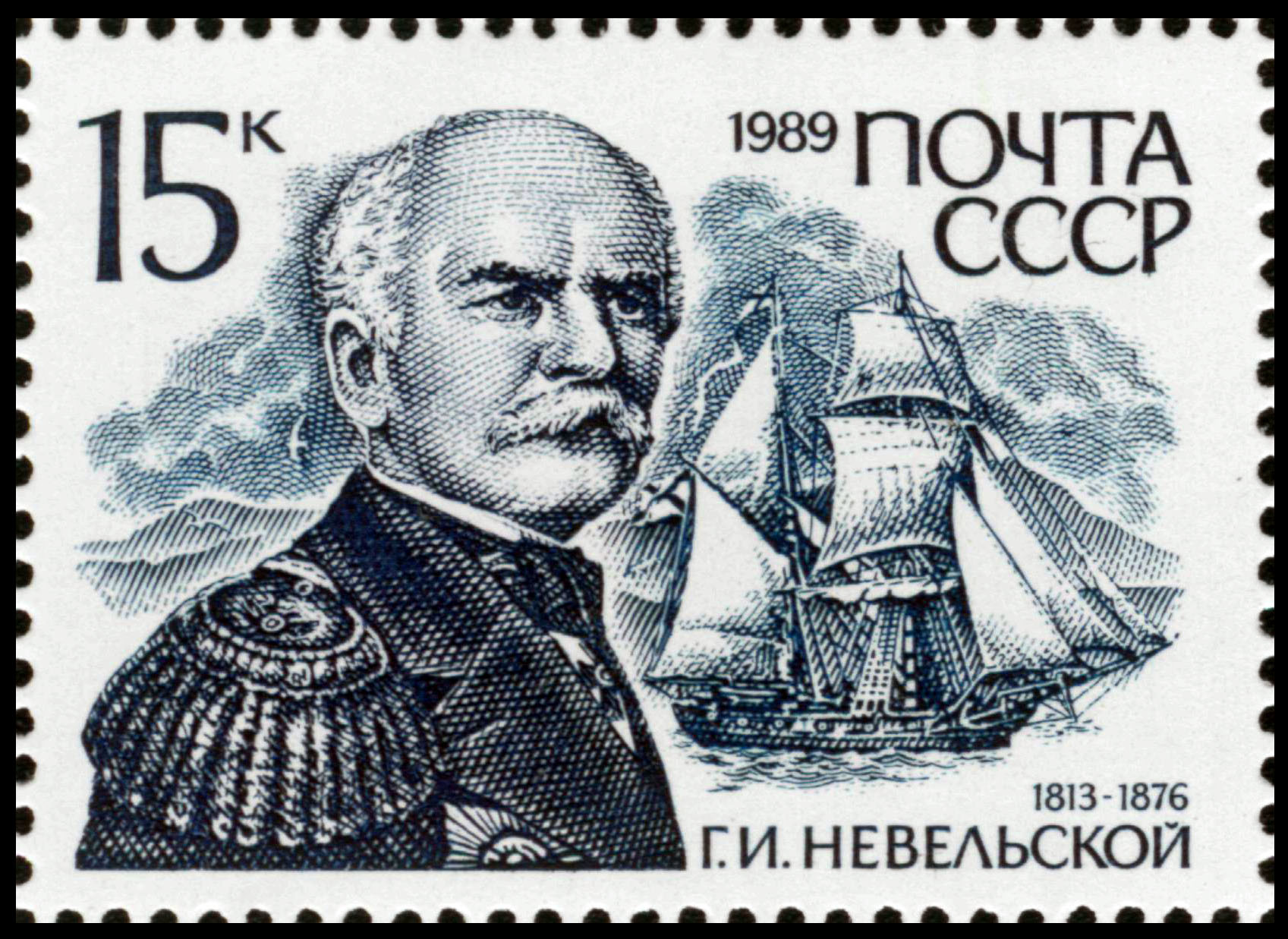
Почтовая марка с изображением Г. И. Невельского и транспорта «Байкал»

После сдачи груза Г. И. Невельской не дождался высочайшего разрешения на экспедицию, а получил лишь копию составленной губернатором Восточной Сибири графом Н. Н. Муравьёвым инструкции от 12 (24) ноября 1848 года, которая была направлена на утверждение императору. В ней предписывалось Геннадию Ивановичу следовать к северной части Сахалина для поиска закрытой гавани или хорошего рейда; определить северный вход в Амурский лиман; обследовать северную часть лимана и устье реки Амур; определить состояние южной части лимана; описать берега Амура и лимана; исследовать берег Охотского моря и Константиновского залива; установить Сахалин полуостров или нет; исследовать пролив, отделяющий Сахалин от материка, если он остров, или найти место удобное для защиты входа в лиман с юга.

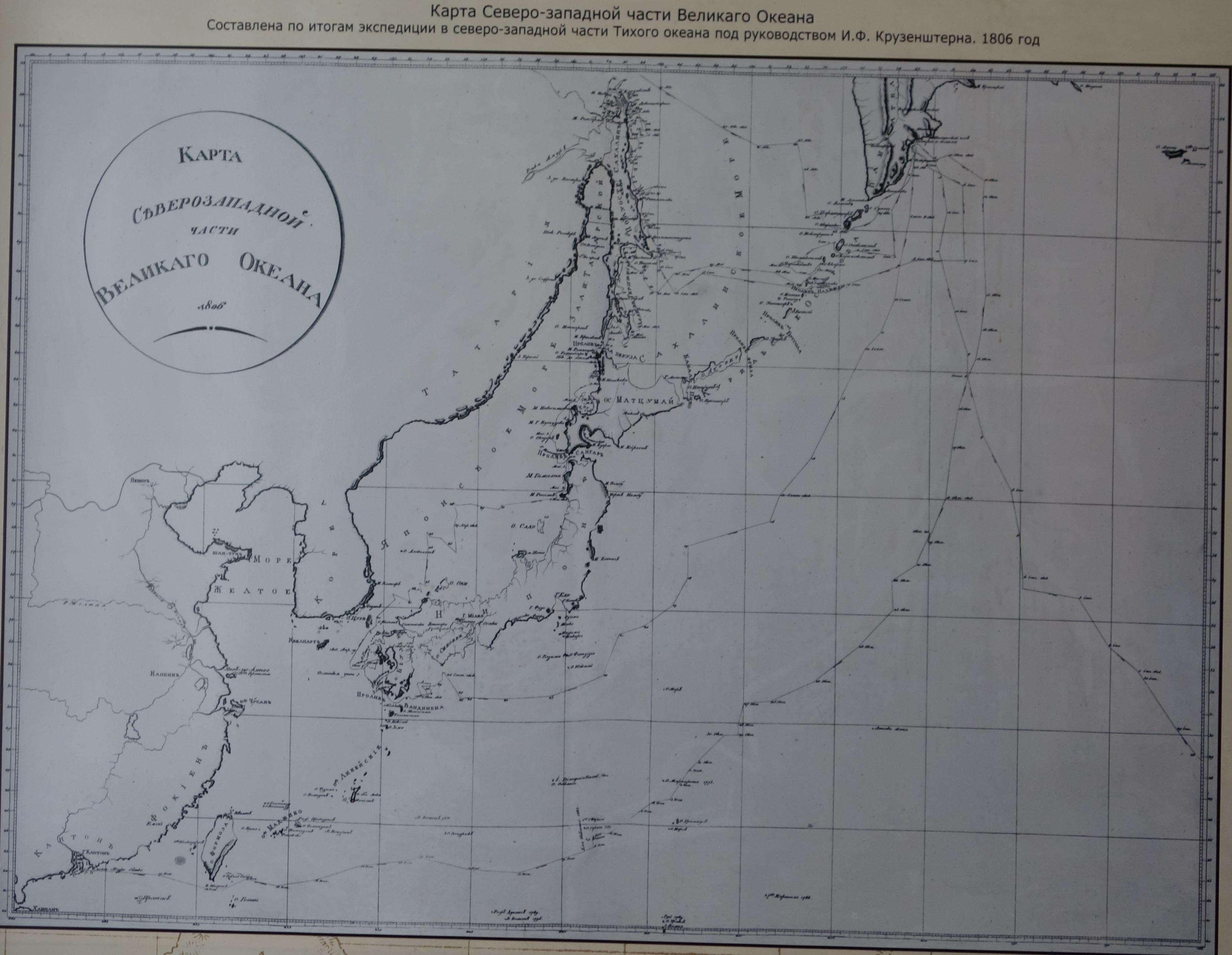
Карта составленная И. Ф. Крузенштерном в 1806 году, на которой Сахалин показан как полуостров

Пройдя через 4-й Курильский пролив, транспорт 7 июня вышел в Охотское море и 12 июня приблизился к восточному побережью Сахалина в широте 51°37'. Г. И. Невельской решил вести опись побережья отсюда к северу, определив для этих целей на этот день один баркас. 13 и 14 июня для описи многочисленных бухт были посланы баркас и байдарка под управлением мичманов А. Ф. Гейсмара и Э. В. Гроте. Следуя дальше, был открыт и назван мыс Ледяной. 17 числа «Байкал» обогнул мыс Елизаветы и подробно исследовал залив (ныне Залив Северный), лежащий до мыса Марии. 19 числа опись побережья продолжилась на юго-запад от мыса Марии. 20 числа для описи были посланы баркас и байдарка под управлением лейтенанта А. К. Гревенса и подпоручика КФШ Л. А. Попова, которые вернулись к транспорту 21 числа. Они обнаружили залив, ошибочно предположив, что он соединяется с Амурским лиманом. Определив его приблизительные координаты, Г. И. Невельской понял, что этот залив ранее поручик П. В. Гаврилов назвал залив Обман, и переименовал его в честь своего транспорта — залив Байкал. 23 числа экспедиция отправилась к мысу Головачёва (ныне мыс Тамлаво). 25 числа от мыса были посланы вельбот и баркас под управлением лейтенанта А. К. Гревенса и мичмана А. Ф. Гейсмара для поиска входа в Амурский лиман. Не найдя входа, транспорт приблизился к материковой части и пошёл к северо-западу вдоль отмели, выслав вперёд баркас под управлением мичмана Э. В. Гроте.
26 числа дойдя до мыса Ромберга, Г. И. Невельской приметил конусообразную гору, которую назвал горой князя Меньшикова. От неё экспедиция повернула к востоку-юго-востоку, и 27 числа вошла в Амурский лиман. Для обследования лимана были отправлены шестивёсельный баркас под управлением лейтенанта А. К. Гревенса, четырёхвесельный баркас под управлением мичмана Э. В. Гроте, вельбот под управлением мичмана А. Ф. Гейсмара. Геннадий Иванович продолжил изучать лиман с оставшимися на транспорте десятью моряками, и назвал его часть — Северным лиманским рейдом.
Тем временем погода испортилась и один баркас выбросило на лайду, а вельбот отнесло к гиляцкому селению Тамлево на сахалинском берегу. Мичман А. Ф. Гейсмар с матросами заночевал на отмели, развесив мокрую одежду сушиться. Проснувшись утром, отряд обнаружил, что одежда была украдена, а гиляки настроены враждебно. Морякам пришлось спешно вернуться на транспорт. Гиляки также направились к «Байкалу», тогда Геннадий Иванович, не желающий открывать огонь, приказал незаметно для них спустить вельбот с правого борта. Выйдя из-за транспорта, он направился к ближайшей лодке и носом опрокинул её. Матросы подняли из воды двух человек и вернулись с ними на транспорт. После переговоров гиляки вернули вещи, и в знак доброй воли получили от экипажа подарки. Таким образом Геннадию Ивановичу удалось установить дружеские отношения с коренным населением.
Из Северного лиманского рейда старший офицер «Байкала» лейтенант П. В. Казакевич на баркасе пошёл вдоль материка к югу, а мичман А. Ф. Гейсмар (в других источниках — мичман Э. В. Гроте) вдоль западного побережья Сахалина. Дойдя до преградившей ему путь отмели, он был вынужден вернуться на «Байкал». Позже вернулся и П. В. Казакевич, который сообщил, что достиг мыса, называемого туземцами Тебах (Табах), и что с юга вдоль побережья идёт сильное течение. Затем продолжился промер глубин в Северном лиманском рейде. По завершении промеров, 10 июля Геннадий Иванович с тремя офицерами, лекарем и с пятнадцатью матросами отправился к устью Амура на двух баркасах, вельботе и байдарке по пути П. В. Казакевича. 11 июля, обогнув мыс Тебах, экспедиция вошла в Амур и, следуя левым берегом реки с промером глубин, достигла полуострова Куегда, который Г. И. Невельской именовал Константиновским (ныне на полуострове располагается Николаевск-на-Амуре). 13 июля отряд перешёл к мысу Мео на противоположной стороне реки, и направился к мысу Пронге. От него 15 числа отряд повернул к югу, и 22 июля достиг приблизительной широты 52°22' Недалеко от этой точки Г. И. Невельской назвал два скалистых мыса в честь Лазарева и Муравьёва. Пройдя южнее мыса Погиби был открыт пролив шириною в 4 мили (в узком месте около двух миль), тем самым Г. И. Невельской доказал, что Сахалин является островом. Следуя ещё некоторое время далее к югу, Геннадий Иванович повернул к Сахалину и идя вдоль берега, 1 августа вернулся на «Байкал», стоящий в Северном амурском лимане. Также промеры глубин позволили Г. И. Невельскому установить, что устье Амура может быть доступно для движения судов и из него можно выйти на север в Охотское море, или на юг проливом в Японское море.
3 августа экспедиция начала опись берега от горы князя Меньшикова к северо-востоку, в ходе которой Г. И. Невельской назвал один из заливов заливом Счастья. Дойдя до мыса Мухтель, для описи был отправлен баркас под управлением мичмана Э. В. Гроте к Ульманской губе, а транспорт направился в Константиновский залив. Закончив изучение залива, транспорт перешёл в Ульманскую губу. Исследования Э. В. Гроте показали, что данная губа является единственным местом, где могли бы укрыться корабли от непогоды. Её назвали залив Святого Николая.
На выходе у мыса Мухтель экспедиция встретилась с отрядом прапорщика КФШ Д. И. Орлова на двух байдарках, которые были посланы из Аяна для установления торговли с местным населением и с предписанием Г. И. Невельскому срочно следовать в Аян. Взяв на борт отряд Д. И. Орлова, транспорт 3 сентября пришёл туда. После встречи с генерал-губернатором Восточной Сибири Н. Н. Муравьёвым и М. С. Корсаковым, Г. И. Невельской вернулся на «Байкал» и перешёл в Охотск (6 сентября 1849 года), где сдал транспорт портовому начальству. После чего Г. И. Невельской со своими офицерами отправился через Сибирь в Санкт-Петербург на доклад о результатах своих исследований и открытий. За «образцовый рейс», сохранную доставку груза и сбережение здоровья команды, по морскому ведомству Г. И. Невельской был произведен в капитаны 2-го ранга, а офицеры транспорта в следующие чины и награждены орденами. «Байкал» вместе с командой был перечислен в состав Охотской военной флотилии (флотилия состояла из транспортов «Байкал» и «Иртыш», тендера «Камчадал» и бота «Кадьяк»), а временно командовать транспортом поставлен кондуктор КФШ А. С. Кузьмин.

### Служба 1850—1852 годов

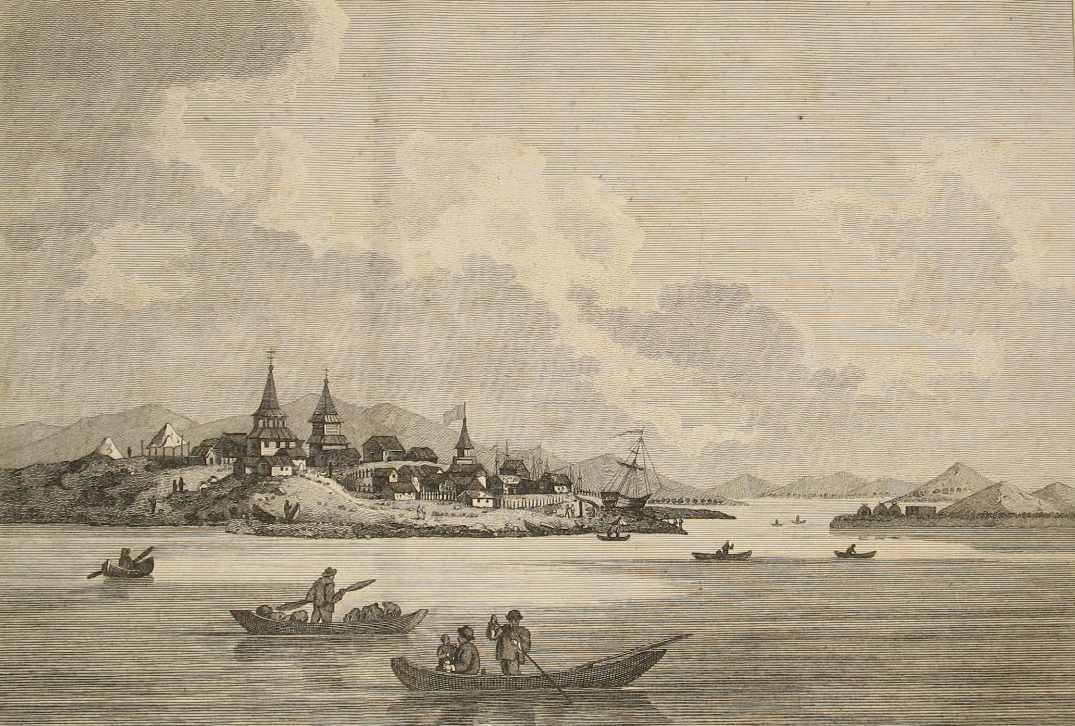
Охотск в конце XVIII века, рисунок опубликован в 1802 году

В 1850—1852 годах «Байкал» участвовал в переносе базы флотилии из Охотска в Петропавловский порт. А Охотская флотилия переформирована в Камчатскую флотилию, куда «Байкал» также был включён.
6 (9) июля 1851 года «Байкал» уже под командованием капитан-лейтенанта П. И. Гарновского вновь отправился в залив Счастья через Аян. Целью было доставить из Охотска груз, строителей, переселенцев и военных в строящееся Петровское зимовье. Отряд формировал лично Г. И. Невельской, в него вошли: лейтенант Н. К. Бошняк, прапорщик Пётр Попов, врач Е. Г. Орлов, горный мастер Иван Блинников, пятьдесят лучших матросов и казаков, несколько мастеровых с семьями. В Аяне начальник порта капитан-лейтенант А. Ф. Кашеваров, прапорщик КФШ А. И. Воронин и приказчик РАК А. П. Берёзин также подготовили груз и людей, которых предполагалось отправить на транспорте «Охотск». Так как транспорт ещё не пришёл в Аян, решено было использовать барк «Шелехов», принадлежащий Российско-Американской компании (РАК). 16 июля отряд прошёл Шантарские острова и, утром 22 июля при сильном тумане не доходя до входа в залив Счастья десяти миль «Байкал» сел на мель. На пришедшем на помощь «Шелехове» открылась сильная течь, и чтобы избежать полного затопления судна, его поставили на грунт недалеко от «Байкала». Вся команда и пассажиры были спасены. В течение дня груз с полузатонувшего «Шелехова» перегружали на «Байкал». Ночью с 22 на 23 число поднялся ветер и начался шторм, который смыл с борта «Байкала» плохо закреплённый груз. Этой же ночью волнами барк был окончательно разбит. Утром 23 июля, во время большого прилива, «Байкал» самостоятельно снялся с мели. Подойдя ближе к поселению, его встретили две шлюпки, на которых находились Д. И. Орлов и капитан «Охотска» П. Ф. Гаврилов. 30 июля прибыл корвет «Оливуца» под командованием капитан-лейтенанта И. Н. Сущева, крейсирующий на Тихом океане. Часть офицеров «Оливуцы» вместе с офицерами «Байкала» и «Шелехова» составили комиссию по расследованию крушения. Комиссия установила, что крушение произошло по причине конструктивных недостатков в подводной части корпуса судна и слабого крепления днищевых досок при строительстве барка в Сан-Франциско — от качки отошли две доски у форштевня, тем самым открыв значительную течь. После «Байкал» вернулся в Аян. Далее, в один из рейсов между Охотском и Петропавловским портом налетевшим шквалом транспорт был выброшен на Старопортовую кошку в Охотске, хоть повреждения были значительные, транспорт удалось исправить, и позже он вернулся в строй.
В 1852 году с «Байкала» проведены первые гидрографические работы в Амурском бассейне и исследование в проливе Невельского.
11 (23) сентября 1852 года «Байкал» вывез последнее имущество базы флотилии в Петропавловский порт, где и зазимовал.

### Экспедиция 1853 года
В начале 1853 года командиром «Байкала» назначен поручик КФШ А. П. Семёнов.
20 мая транспорт вышел в Аян, где принял на борт пассажиров с грузом и отправился в Петровское зимовье, куда прибыл 11 июля. Транспорт доставил 12 казаков и 5 матросов, поступивших в состав экспедиции, почту, припасы, а также распоряжение генерал-губернатора Н. Н. Муравьёва о необходимости занятия Сахалина. Руководить освоением Сахалина был поставлен Н. В. Буссе.
17 июля Г. И. Невельской, Д. И. Орлов с отрядом из 15 матросов и казаков прибыли на «Байкал». В этот же день транспорт вышел к Сахалину. Только 29 числа транспорт подошёл к мысу Анива, а оттуда, пройдя проливом Лаперуза, 3 августа стал на якорь в одной из бухт Императорской гавани (ныне залив Советская Гавань). 4 августа Г. И. Невельской на берегу бухты положил основание Константиновского поста, оставив там девять казаков. На следующий день транспорт начал переход к заливу Де-Кастри (ныне залив Чихачёва), куда пришёл утром 7 августа. Геннадий Иванович выдал распоряжение Д. И. Орлову с малым отрядом следовать на «Байкале» к западному берегу Сахалина, в бухте около 50° северной широты основать пост и найти бухту пригодную для зимовки судов, а сам сошёл на берег.
13 августа (18 августа) недалеко от селения Энто (Венду-эси) отряд был высажен, а 30 августа вблизи селения аборигенов Кусуннай отряд основал первый русский военный пост на острове, получивший название Ильинское. После высадки отряда Д. И. Орлова, «Байкал» крейсировал в Татарском проливе в поисках кораблей американской научной экспедиции коммодора Кадваладера Рингольда (англ. Cadwalader Ringgold) до 5 сентября. Но не встретившись с ними, прибыл к Александровскому посту, где четыре матроса из команды усилили его. Далее «Байкал» перешёл к Аяну, откуда с грузом для Петропавловского порта вышел в рейс. 6 октября «Байкал» стал на якорь в пункте назначения. Во время зимовки транспорт исправили и полностью подготовили к навигации 1854 года.

### Крымская война 1854—1856 годов
В апреле 1854 года командиром назначили подпоручика КФШ Н. И. Шарыпова, ранее командовавшего ботом «Кадьяк». 24 апреля транспорт вышел из Петропавловского порта с грузом на борту. На «Байкале» находились два офицера, один кондуктор и двадцать пять унтер-офицеров и матросов. В течение почти двух недель транспорт сопровождала непогода, а экипаж страдал от простудных заболеваний и цинги — только десять человек могли исполнять свои обязанности. 10 мая установилась хорошая погода, транспорт прошёл проливом Буссоль в Охотское море и взял курс к югу. 14 мая «Байкал» стал на якорь у Муравьёвского поста. Тут с транспорта сгрузили часть груза, и тяжелобольные члены экипажа сошли на берег для поправки здоровья. 21 мая транспорт снялся с якоря и начал переход к селению Сирануси, и далее к Александровскому посту в заливе Де-Кастри, куда прибыл вечером 31 мая. Через два дня встретившись с Г. И. Невельским, Н. И. Шарыпов передал ему казённые деньги. Окончив разгрузку материалов и продовольствия для поста, 18 июня транспорт вышел в море. «Байкалу» предписывалось встретить фрегат «Паллада» у Императорской гавани и сдать там оставшийся груз. Встретив «Палладу» на подходе к заливу, корабли перешли к мысу Лазарева, а 12 мая бросили якоря у входа в Амурский лиман.
24 июня «Байкал» доставил в Де-Кастри снабжение для транспортов «Иртыш» и «Двина» из отряда капитана над Петропавловским портом капитана 1-го ранга А. П. Арбузова.
26 июля на борт «Байкала» поднялся генерал-губернатор Восточной Сибири Н. Н. Муравьёв и обсудил с Никитой Ильичом возможность прохода транспорта сахалинским фарватером в Охотское море. И уже 5 августа Никита Ильич получил письменное распоряжение от Н. Н. Муравьёва следовать в залив Счастья к Петровскому зимовью через Амурский лиман. Приняв с «Паллады» 15 моряков в помощь и два вельбота для проведения промеров, Никита Ильич покинул рейд. Транспорт пошёл вдоль западного берега Сахалина, имея впереди себя два вельбота, с которых промеряли глубины. С «Байкала» также вели промер глубин, а все данные заносились в журнал. «Байкал» стал первым парусным судном, прошедшим Амурский лиман с юга на север. К Петровскому посту «Байкал» подошёл 13 августа, где застал винтовую шхуну «Восток» и транспорт «Иртыш», которые поприветствовали транспорт пушечными выстрелами. Позже Н. И. Шарыпов в своём письме напишет:

«Его Превосходительство генерал Н. Н. Муравьёв только что, завидев меня в прихожей, подбежал ко мне с г. Невельским. Во-первых, спросил всё ли благополучно, и три раза меня поцеловал, затем спросил, сколько раз становились на мель при проходе по лиману, я отвечал — ни разу; опять три раза поцеловал, и, наконец, на вопрос — в продолжении скольких дней был под парусами, я отвечал — с 5 по 13 августа, по нескольку часов в сутки — ещё три раза поцеловал; после этого г. Невельской также начал меня целовать. В зале, где это происходило, было до 15 человек, в том числе две дамы, и все были в величайшем восторге, и в особенности генерал и г. Невельской от того, что „Байкал“ прошёл через лиман благополучно…»— Из письма Никиты Ильича Шарыпова
.

Английский флаг, захваченный во время петропавловской обороны

На следующий день «Байкал» отправился в Аян за продовольствием для Петропавловского порта. Загрузившись и пройдя 4-м Курильским проливом, на меридиане мыса Лопатка встретилась шхуна «Восток», с которой предупредили о начале войны, и о том, что в Авачинской губе находятся шесть англо-французских кораблей с целью захвата русских судов и уничтожения Петропавловского порта. Со шхуны на транспорт перенесли почту, и «Байкал» взял курс на Большерецк. 12 сентября там почта была отправлена в Петропавловский порт по суше, а транспорт остался до 22 сентября, пока не пришли новости о победе защитников Петропавловской крепости. В октябре, к окончанию навигации, «Байкал» пришёл в Петропавловский порт, где и остался на зимовку. С этого времени транспорт «Байкал» вошёл в состав эскадры губернатора Камчатской области контр-адмирала В. С. Завойко
В начале 1855 года есаул Мартынов доставил приказ генерал-губернатора Н. Н. Муравьёва, в котором предписывалось В. С. Завойко эвакуировать Петропавловский порт к устью Амура в Николаевский пост, так как война продолжалась, а порт не мог эффективно обороняться и выдерживать осаду без сухопутного сообщения. В распоряжении у В. С. Завойко была зимовавшая тут эскадра: фрегат «Аврора», корвет «Оливуца», транспорта «Байкал», «Двина», «Иртыш», боты № 1 и «Кадьяк», они вскорости были вооружены, и загружены имуществом гарнизона, а также солдатами с семьями и гражданскими служащими (всего 282 пассажира). 4 апреля первыми по пропиленному во льду каналу на чистую воду вышли «Байкал» и «Иртыш». 6 апреля с последними членами гарнизона вышли остальные корабли. Было забрано с собой буквально всё — доски и балки военных строений, даже часть окон и дверей. Строения, которые остались, были сожжены, а земляные укрепления срыты — военная инфраструктура порта фактически перестала существовать. В селении остались есаул Мартынов, часть жителей, отряд казаков и ополченцев. Первыми в Де-Кастри (ныне залив Чихачёва) прибыли транспорты «Иртыш», «Байкал» и «Двина», следом за ними боты, и 5 мая пришли «Оливуца» и «Аврора» с В. С. Завойко на борту. Корабли задержались в заливе на несколько дней проведя разгрузку кораблей и свезя на берег 236 человек. Они должны были берегом через озеро Кизи прибыть в Мариинский пост. Ожидая нападения кораблей неприятеля, В. С. Завойко приказал «Авроре», «Оливуце» и «Двине» по сигналу к бою стать у отмелей, выпустив цепи, а «Байкал» и «Иртыш» должны были стать под берегом, а командирам транспортов — в случае неотразимой атаки сжечь суда, а команды с оружием свезти на берег. 8 мая на подходе к заливу был замечен отряд кораблей без национальных флагов. Это были английские фрегат «Сибилл» (англ. HMS Sybille), винтовой корвет «Хорнет» (англ. HSM Hornet) и бриг «Биттерн» (англ. HMS Bittern) под командованием коммодора Чарльза Эллиота (англ. Charles Elliot). Не зная о боевых возможностях русских кораблей, Эллиот всё же отправил «Хорнет» на сближение с «Оливуцей». «Аврора» также стал по диспозиции для боя. После короткой артдуэли «Хорнет» отступил, а на следующий день английский отряд отошёл южнее, где «Сибилл» и «Биттерн» блокировали, как им представлялось, единственный выход, а «Хорнет» отправился за подкреплением. Когда В. С. Завойко получил известия о том, что пролив чист ото льда, то 15 мая корабли, скрытые туманом, начали переход к Амурскому лиману. В этот же день к Эллиоту подошли корабли Стирлинга. Далее объединённый английский отряд отправился за русскими кораблями, но не обнаружив их, ушёл. К 24 мая русские корабли стали под прикрытие артиллерийской батареи на мысе Лазарева. Затем, сняв батарею, они до конца июня вошли в устье Амура. В Николаевском посту В. С. Завойко был назначен начальником морских сил, находящихся в устье реки Амур, получивших название Сибирская военная флотилия, куда вошла и Камчатская флотилия. Здесь же корабли остались на зимовку.
18 марта 1856 года в Париже был подписан мирный договор, и эскадра контр-адмирала В. С. Завойко была расформирована. «Аврора», «Оливуца» и «Двина» отправились в Кронштадт, а остальные — перечислены в состав формирующейся с предыдущего года Сибирской военной флотилии. В июне на транспорт пришёл новый командир П. Н. Попов.

### Дальнейшая служба
В 1857 году «Америка» отвела транспорт «Байкал» в залив Де-Кастри. С этого же года командиром транспорта стал капитан-лейтенант В. М. Сухомлинов.
В 1858 году командиром «Байкала» назначен Н. К. Дерпер. «Байкал» под его командованием направили к гавани Тихая Пристань в заливе Святой Ольги для основания и строительства военного поста, получившего название пост Святой Ольги (ныне посёлок Ольга), он же стал первым начальником нового поста. «Байкал» провёл зимовку с 1858 года на 1859 год в этом заливе, где к нему присоединился корвет «Воевода». Экипажи обоих кораблей занималась строительством поста а также промерами, обследованием и описью залива и береговых партий.
В 1859 (в разных источниках — в 1860) году на пост командира «Байкала» был назначен лейтенант А. С. Маневский, а сам транспорт поставлен у поста Святой Ольги на брандвахту. Команда транспорта продолжила обустройство поста.
С 21 июня 1861 года по 20 августа 1862 года Александр Степанович оставаясь в должности командира «Байкала» также занимал должность командира поста Святой Ольги, а сам «Байкал» находился у поста, хотя ещё в октябре 1860 года его признали «по ветхости негодным для плавания». В навигацию транспорт оставался на брандвахте у поста Святой Ольги, а также перевозил людей и грузы в интересах Морского и Военного ведомств на Дальнем Востоке. Только в 1862 году «Байкал» перевели в бухту Золотой Рог и оставили как плавучий склад (блокшив).
В ночь с 30 на 31 марта 1871 года льдом пробило оба борта «Байкала», и он сел на грунт, на месте где сейчас расположен 37-й причал, практически напротив памятника его первого командира Г. И. Невельского. С транспорта удалось взять большую часть хранившегося на нём груза. Позже, из Николаевска прибыли два водолаза с оборудованием, которые и завершили подъём затопленного груза. Работами руководил командир винтовой шхуны «Алеут» лейтенант В. М. Лавров. Он же возглавил следствие по факту крушения транспорта.
По одной версии — транспорт был взорван для проникновения во внутренние помещения во время подъёма груза, по другой — чтобы оно не мешало судоходству.

## Память

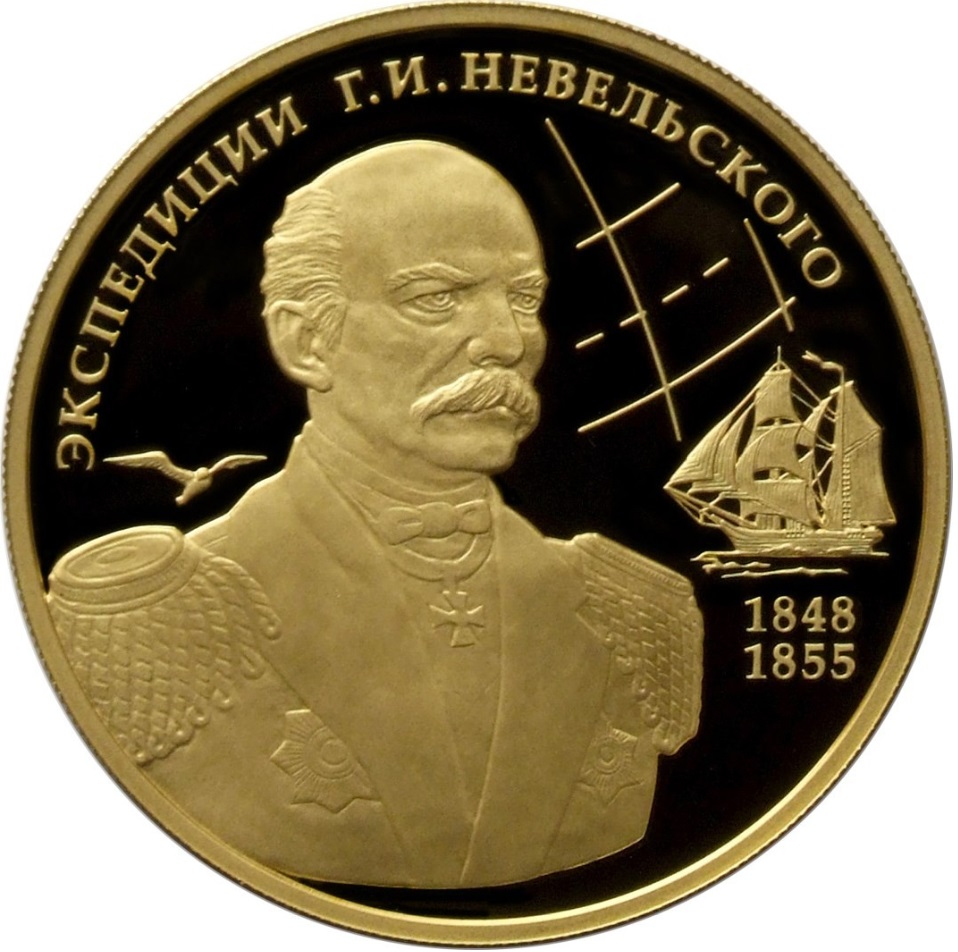
Памятная монета

- В честь «Байкала» Г. И. Невельской назвал залив в Охотском море (северо-западное побережье Сахалина, ранее залив Обман)[35].
- Поднятые со дна остатки киля и форштевня впоследствии передали в музей Общества изучения Амурского края[1].
- С 1965 года по 1994 год в составе Тихоокеанского флота состояло океанографическое исследовательское судно «Байкал».
- Изображение «Байкала» нанесено на бронзовую плиту в северной нише памятника Г. И. Невельскому, который был открыт 26 октября 1891 года во Владивостоке. На этой плите перечисляются фамилии участников исследований Амурского лимана в 1849 году.
- В 2013 году с изображением Г. И. Невельского и транспорта «Байкал» была выпущена золотая памятная монета достоинством 100 рублей из географической серия монет «Экспедиции Г. И. Невельского на Дальний Восток в 1848—1849 и 1850—1855 гг.»
- В РГА ВМФ сохранились чертежи транспорта «Байкал», утверждённые в августе 1847 года генерал-майором ККИ А. А. Поповым.